# Arado Ar 76
De Arado Ar 76 is een Duits licht jacht- en lesvliegtuig gebruikt in de jaren dertig.
Het vloog voor het eerst in 1934 en werd voor het eerst geleverd in 1936. Het was in opdracht van het Reichsluftfahrtministerium ontworpen als militair lesvliegtuig en moest het in de competitie opnemen tegen de concurrenten He 74, Fw 56, Hs 121 en de Hs 125. Hoewel de Fw 56 werd geselecteerd voor productie werd ook een klein aantal exemplaren van de Arado Ar 76 besteld. Hoewel ook gespecificeerd als jachtvliegtuig werd het type vooral gebruikt als lesvliegtuig bij de opleiding van jachtpiloten.